# Rockport (Washington)
Pour les articles homonymes, voir Rockport.
Rockport  est une census-designated place américaine de l'État de Washington dans le comté de Skagit. 
La population était de 90 habitants en 2020.